# Dumnorix
Dumnorix († 54 v. Chr.) war ein keltischer Stammesfürst des 1. Jahrhunderts v. Chr. Er entstammte dem zentralgallischen Stamm der Haeduer, den er zeitweise anführte. Die Hauptquelle für das Leben des Dumnorix ist Caesars Bericht de bello Gallico.

## Leben
Über Dumnorix’ Jugend ist nichts bekannt. Sein Name leitet sich von den gallischen Wörtern dumno (tief, dunkel, unten, „Unterwelt“) und rix („König“) ab, er bedeutet also etwa „König der Unterwelt“. Er begegnet erst im Zusammenhang mit den Aktivitäten Caesars in Gallien. Als Dumnorix’ Bruder, der Stammesführer Diviciacus, 61 v. Chr. nach Rom ging, um dort für seinen Stamm Hilfe gegen die Sequaner und gegen Ariovist zu erbitten, übernahm Dumnorix die Herrschaft über die Haeduer. Im Jahr 58 v. Chr. setzte Caesar ihn jedoch ab, um seinen den Römern gegenüber loyaleren Bruder wieder als Stammesführer einzusetzen. Dennoch blieb Dumnorix einer der vermögendsten und einflussreichsten Haeduer. So konnte er beispielsweise auf eigene Kosten eine große Zahl von Reitern unterhalten, die ihn immer begleiteten. Auch war er sehr freigiebig dem haeduischen Volk gegenüber, was ihm zu großer Popularität verhalf.
Auch bei benachbarten Stämmen wie den Sequanern und den Helvetiern besaß Dumnorix Einfluss, den er durch geschickte Heiratspolitik erworben hatte: Er heiratete die Tochter des mächtigen Helvetiers Orgetorix. Seinen Einfluss konnte er im Jahr 58 v. Chr. einsetzen, als durch seinen Zuspruch die Helvetier das Gebiet der Sequaner durchqueren durften. Caesar berichtet, dass Dumnorix zusammen mit Orgetorix einen Umsturz plante. Er wollte seinen eigenen Bruder abermals absetzen, König der Haeduer werden und mit seinem Schwiegervater ganz Gallien erobern; diese Aussage könnte allerdings lediglich der Propaganda Caesars entsprungen sein. Nachdem Caesar von neuerlichen Anschuldigungen erfahren hatte, Dumnorix konspiriere mit den Helvetiern, ließ er ihn schließlich festnehmen. Auf die Bitte des Diviciacus hin wurde er jedoch begnadigt und musste Caesar im Gallischen Krieg begleiten.
Fast vier Jahre lang verhielt sich Dumnorix ruhig, plante aber einen Umsturz. Caesar hatte von diesen Plänen erfahren und wollte ihn deshalb im Jahr 54 v. Chr. mit auf seine Reise nach Britannien nehmen, um einen Aufstand während seiner Abwesenheit zu verhindern. Tatsächlich hatte Dumnorix – Caesar zufolge – auf einer Versammlung der Haeduer erklärt, Caesar habe ihn zum König des Stammes gemacht. Das haeduische Volk war wegen dieses angeblichen Fremdeingriffs empört. Dumnorix bat Caesar darum, nicht mit nach Britannien fahren zu müssen, weil er sich vor dem Wasser fürchte und „religiöse Bedenken“ (religionibus impediri) habe. Caesar lehnte dies ab. Daraufhin versuchte Dumnorix, die principes Galliae, die führenden Männer Galliens, zu überzeugen, sich Caesars Befehl zu widersetzen und auf dem Festland zu bleiben.
Caesar erfuhr von diesen Machenschaften und versuchte dagegen vorzugehen: Während er im Hafen auf günstigen Wind für die Abfahrt nach Britannien wartete, versuchte er Dumnorix unter Kontrolle zu halten. Als die Bedingungen für die Abreise günstig waren und Caesar befohlen hatte, alles für die Überfahrt bereitzumachen, versuchte Dumnorix mit einer Gruppe Reiter zu fliehen. Doch Caesar erfuhr auch von diesem Plan und schickte einen großen Teil seiner Reiterei mit dem Befehl hinterher, Dumnorix entweder tot oder lebendig festzunehmen. Dumnorix jedoch wehrte sich. Caesars Bericht zufolge schrie er immer wieder, er sei frei und ein Bürger eines freien Volkes. So wurde er schließlich von der römischen Reiterei getötet.